# Фрейндлих (лунный кратер)
Кратер Фрейндлих (лат. Freundlich) — большой древний ударный кратер в северном полушарии обратной стороны Луны. Название присвоено в честь немецкого астронома Эрвина Финлей-Фройндлиха (1885—1964) и утверждено Международным астрономическим союзом в 1970 г. Образование кратера относится к нектарскому периоду.

## Описание кратера

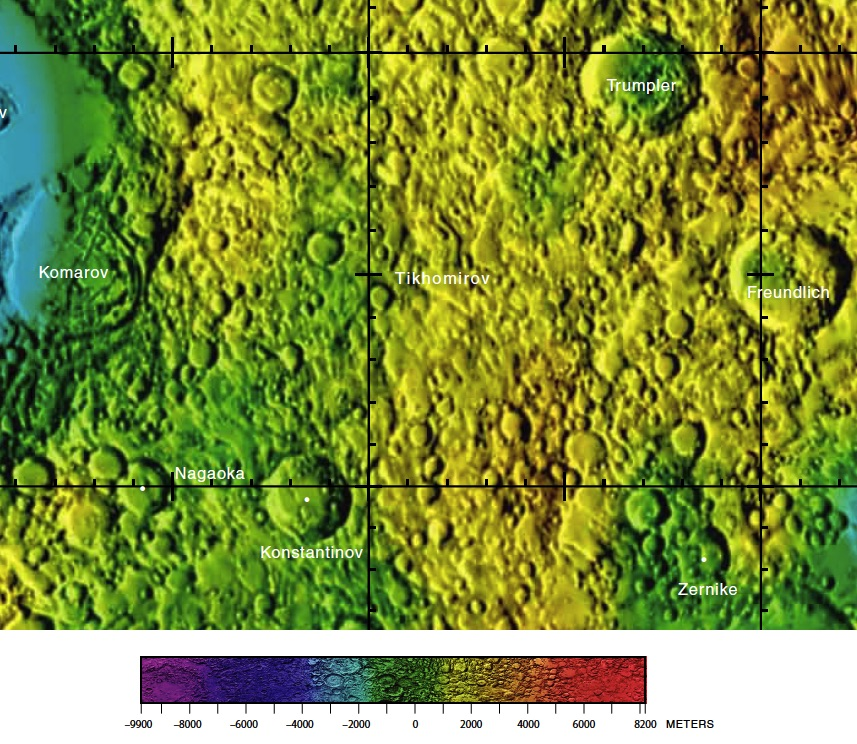
Окрестности кратера Фрейндлих. Фрагмент карты обратной стороны Луны.

Ближайшими соседями кратера являются кратер Тихомиров на западе; кратер Трюмплер на северо-западе; кратер Шайн на севере; кратер Лармор на северо-востоке; кратер Данте на востоке; кратер Бейс-Баллот на юго-востоке; кратеры Андерсон на юге и кратер Цернике на юге-юго-западе. Селенографические координаты центра кратера 25°00′ с. ш. 170°53′ в. д. / 25° с. ш. 170,89° в. д., диаметр 83,2 км, глубина 2,8 км
Кратер Фрейндлих располагается внутри образования имеющего неофициальное наименование бассейн Фрейндлих-Шаронов. Кратер имеет близкую к циркулярной форму с небольшими выступами в северо-западной части и значительно разрушен. Вал сглажен и отмечен множеством маленьких кратеров. Высота вала над окружающей местностью достигает 1390 м, объем кратера составляет приблизительно 6800 км³. Дно чаши пересеченное, отмечено множеством маленьких кратеров.

## Сателлитные кратеры
| Фрейндлих | Координаты                                              | Диаметр, км |
| --------- | ------------------------------------------------------- | ----------- |
| G         | 24°40′ с. ш. 173°53′ в. д. / 24,67° с. ш. 173,89° в. д. | 27,8        |
| Q         | 22°50′ с. ш. 167°45′ в. д. / 22,83° с. ш. 167,75° в. д. | 17,7        |
| R         | 23°52′ с. ш. 168°08′ в. д. / 23,87° с. ш. 168,14° в. д. | 21,8        |

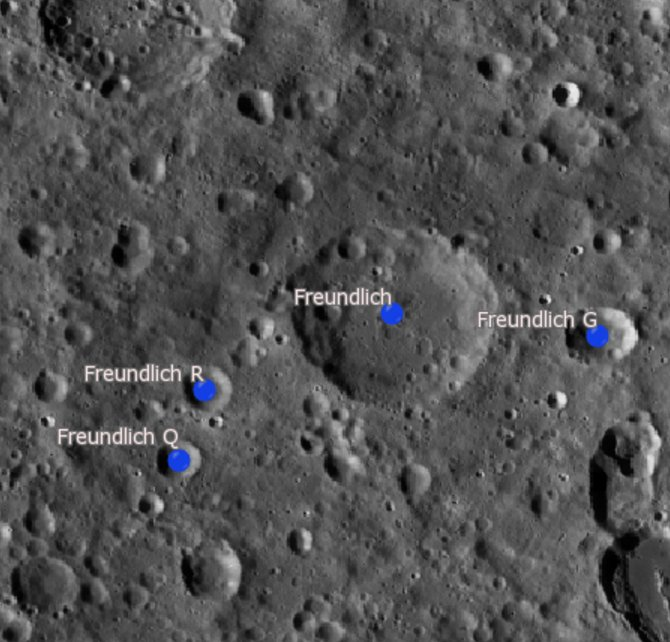
Снимок зонда Lunar Reconnaissance Orbiter.

- Образование сателлитного кратера Фрейндлих G относится к нектарскому периоду[1].

## Галерея

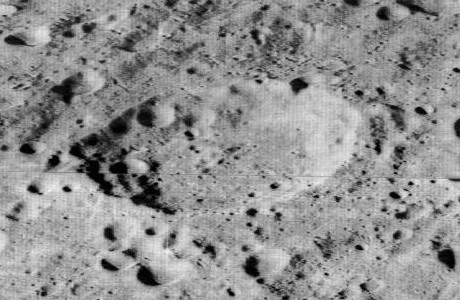
Кратер Фрейндлих – снимок зонда Lunar Orbiter – II.
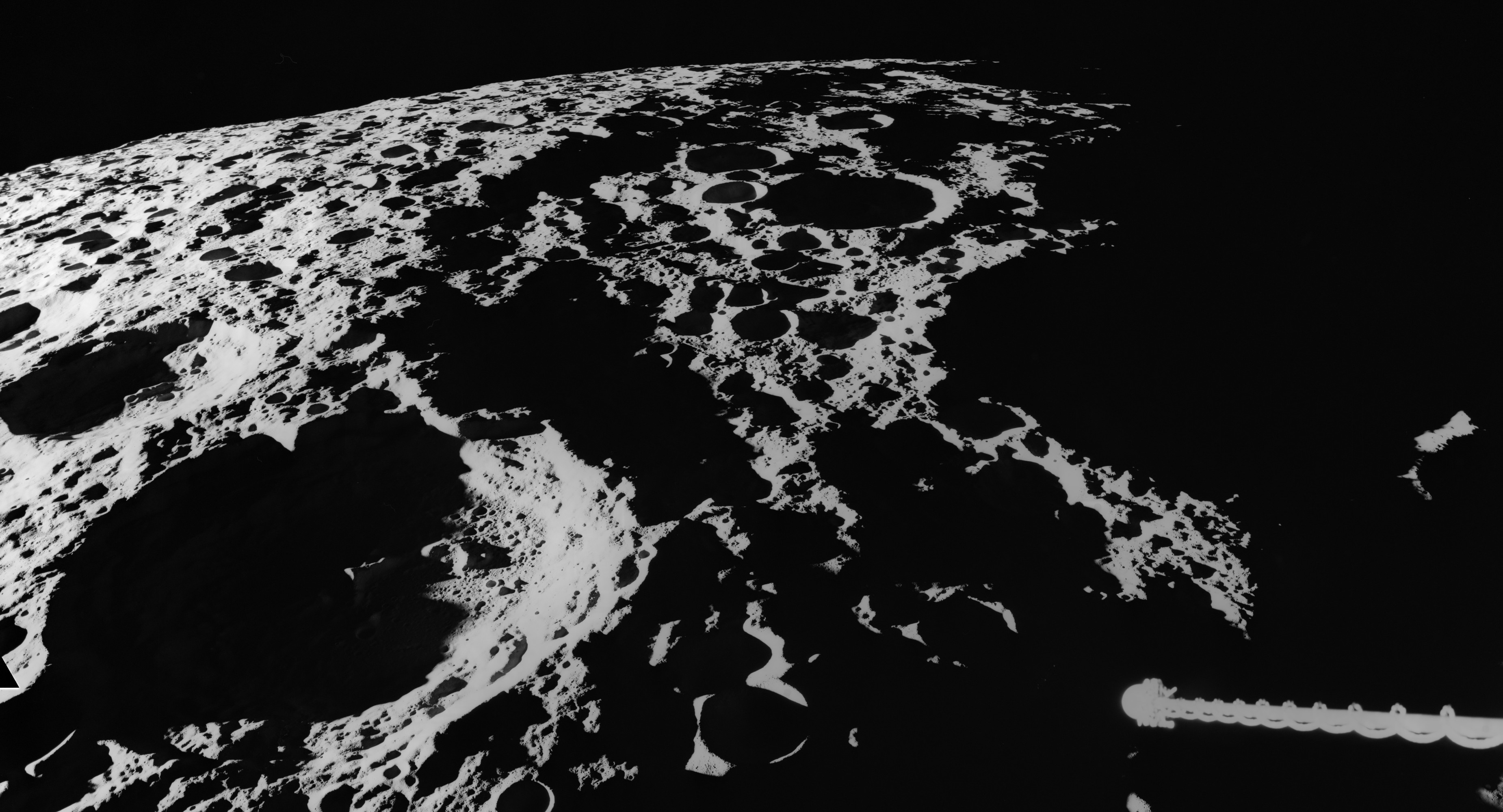
Бассейн Фрейндлих-Шаронов. Снимок с борта Аполлона-16.

## См.также
- Список кратеров на Луне
- Лунный кратер
- Морфологический каталог кратеров Луны
- Планетная номенклатура
- Селенография
- Минералогия Луны
- Геология Луны
- Поздняя тяжёлая бомбардировка